# فاسکات، باکینگهام‌شر
فاسکات (به انگلیسی: Foscott) یک روستا و محله مدنی در بریتانیا است که در Aylesbury Vale واقع شده‌است. فاسکات ۳۱ نفر جمعیت دارد.